# Liste der diplomatischen Vertretungen in Sierra Leone

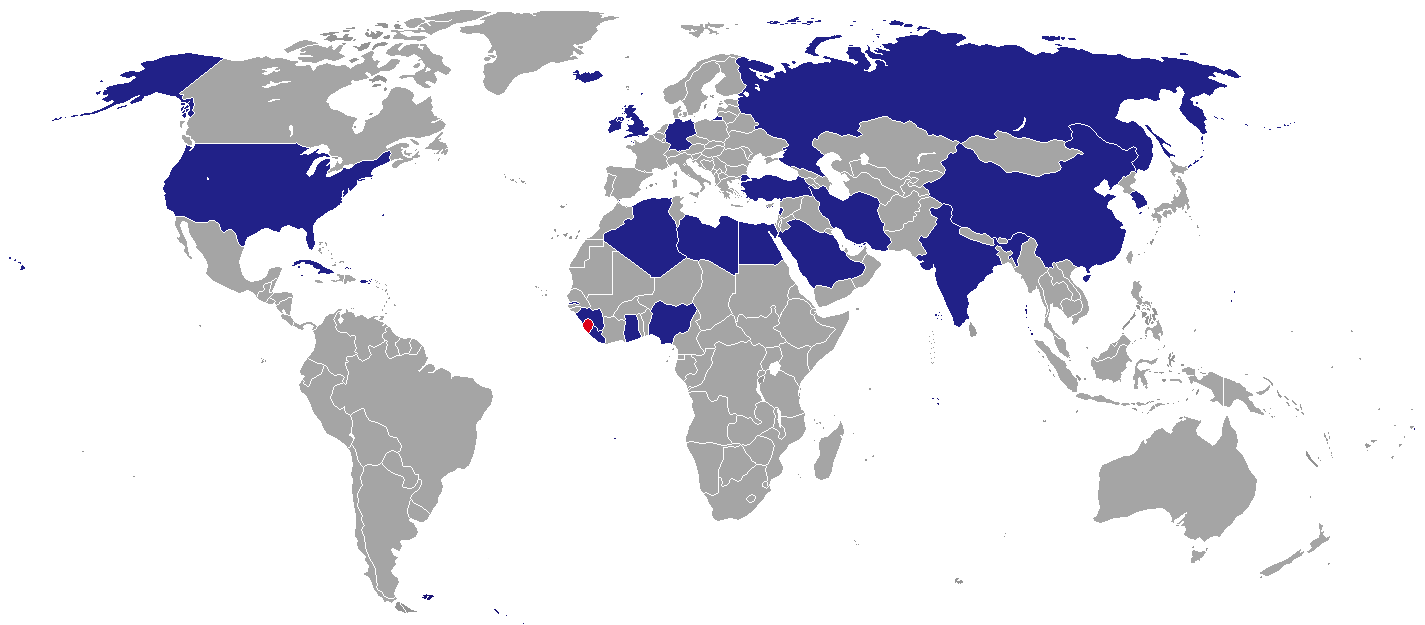
Republik Sierra Leone
Staaten, die in der Republik Sierra Leone eine Vertretung unterhalten

Diese Seite listet die diplomatischen Auslandsvertretungen in Sierra Leone auf. In der Hauptstadt Freetown befinden sich 25 Botschaften und Konsulate. Mehrere andere Länder haben akkreditierte Botschafter für Sierra Leone, die jedoch in den umliegenden Staaten residieren.

## Botschaften und Hochkommissariate
| Freetown               | Freetown                                                               | Freetown                                                               | Freetown |
| Gastland               | Botschaft/Hochkommissariat                                             | Vertreter                                                              | Lage     |
| ---------------------- | ---------------------------------------------------------------------- | ---------------------------------------------------------------------- | -------- |
| Ägypten                | Ägyptische Botschaft 174C Wilkinson Road, Freetown-Wilberforce         |                                                                        |          |
| Brasilien              | Brasilianische Botschaft Aberdeen Rd, Freetown-Aberdeen                |                                                                        |          |
| Volksrepublik China    | Chinesische Botschaft 29 Spur Loop, Freetown-Wilberforce               | Zhao Yanbo                                                             |          |
| Deutschland            | Deutsche Botschaft 3 Middle Hill Station, Freetown-Wilberforce         | Christian Rumplecker (Liste der deutschen Botschafter in Sierra Leone) |          |
| Gambia                 | Gambisches Hochkommissariat 6 Wilberforce St, Freetown-Wilberforce     |                                                                        |          |
| Ghana                  | Ghanaisches Hochkommissariat 43 Spur Rd, Freetown                      | Francis Abakah                                                         |          |
| Guinea                 | Guineisches Hochkommissariat 119 Spur Loop, Freetown-Wilberforce       |                                                                        |          |
| Iran                   | Iranische Botschaft 1 Cole Farm Murray Town Road, Freetown-Murray Town |                                                                        |          |
| Libanon                | Libanesische Botschaft 22A Spur Road, Freetown-Wilberforce             | Ghassan Abdul Sater                                                    |          |
| Liberia                | Liberianische Botschaft 2 Spur Road, Freetown-Wilberforce              |                                                                        |          |
| Libyen                 | Libysche Botschaft 1 P.Z.Compound, Freetown-Wilberforce                |                                                                        |          |
| Nigeria                | Nigerianisches Hochkommissariat 37 Siaka Stebens St, Freetown          |                                                                        |          |
| Russland               | Russisches Konsulat 22B Rawdon St, Freetown                            |                                                                        |          |
| Vereinigtes Königreich | Britisches Hochkommissariat 6 Spur Road, Freetown-Wilberforce          | Peter West                                                             |          |
| Vereinigte Staaten     | US-amerikanische Botschaft Southridge, Freetown-Hill Station           | Kathleen FitzGibbon (Chargé d’Affaires)                                |          |

## Ständige Vertretungen
| Freetown          | Freetown                                                          | Freetown       | Freetown |
| Organisation      | Vertretung                                                        | Vertreter      | Lage     |
| ----------------- | ----------------------------------------------------------------- | -------------- | -------- |
| Europäische Union | Delegation der Europäischen Union Leicester Peak, Freetown-Regent | Peter Versteeg |          |

## Konsulate
Hier sind alle Generalkonsulate, Konsulate, Honorargeneralkonsulate und Honorarkonsulate aufgelistet:
| Freetown     | Freetown                                                           | Freetown               | Freetown |
| Gastland     | Konsulat                                                           | Vertreter              | Lage     |
| ------------ | ------------------------------------------------------------------ | ---------------------- | -------- |
| Belgien      | Königlich-Belgisches Honorarkonsulat 8 Rawdon St, Freetown         | Raymond Aboud          |          |
| Dänemark     | Königlich-Dänisches Konsulat 2 Blackhall Rd, Freetown              |                        |          |
| Frankreich   | Französisches Honorarkonsulat 6 Spur Road, Freetown-Wilberforce    | Rugie Kamara Bientz    |          |
| Griechenland | Griechisches Honorarkonsulat 15 Mudge Farm, Freetown               |                        |          |
| Indien       | Indisches Honorargeneralkonsulat Freetown                          | K. Azad                |          |
| Irland       | Irisches Honorargeneralkonsulat 8 Rawdon St, Freetown              | Wadi M. Aboud          |          |
| Italien      | Italienisches Honorarkonsulat 12 Kincardine St, Freetown-Aberdeen  |                        |          |
| Japan        | Japanisches Konsulat 82/88 Kissy Dockyard, Freetown-Kissy          |                        |          |
| Kuba         | Kubanisches Generalkonsulat Freetown                               |                        |          |
| Malaysia     | Malaysisches Konsulat 1A Scan Dr, Freetown                         |                        |          |
| Mali         | Malisches Generalkonsulat 40 Wilkinson Rd, Freetown                |                        |          |
| Norwegen     | Königlich-Norwegisches Honorarkonsulat 1 Betts St, Cline Town      | Arne Birger Johansen   |          |
| Österreich   | Österreichisches Honorarkonsulat 26 Percival St, Freetown          | Jefga Tina Koso-Thomas |          |
| Pakistan     | Pakistanisches Honorarkonsulat 43 Sani Abacha St, Freetown         |                        |          |
| Schweiz      | Schweizerisches Generalkonsulat Mandalay St, Freetown-Kingtom      |                        |          |
| Senegal      | Senegalesisches Konsulat 7 Short St, Freetown                      |                        |          |
| Serbien      | Serbisches Honorarkonsulat 62 Wilkinson Road, Freetown             | Adonis Abbou           |          |
| Spanien      | Königlich-Spanisches Honorarkonsulat 22 Siaka Stevens St, Freetown | Daher Yazbeck          |          |
| Südafrika    | Südafrikanisches Honorarkonsulat 20 Siaka Stevens St, Freetown     | A. Kallay              |          |
| Syrien       | Syrisches Honorarkonsulat Freetown                                 | Hussein Ali Jawad      |          |
| Türkei       | Türkisches Honorarkonsulat                                         |                        |          |
| Ukraine      | Ukrainisches Honorarkonsulat 48 Sani Abacha St, Freetown           | Hussein Huballah       |          |